# G-Men: evaso 50574
G-Men: evaso 50574 (I Cover the Underworld) è un film del 1955 diretto da R.G. Springsteen.
È un film di gangster statunitense con Sean McClory, Joanne Jordan e Ray Middleton. È un remake parziale di Gangs of New York del 1938.

## Produzione
Il film, diretto da R.G. Springsteen su una sceneggiatura di John K. Butler, fu prodotto da William J. O'Sullivan per la Republic Pictures.

## Colonna sonora
- It's Not the First Love - parole di Eddie Cherkose, musica di Nathan Scott

## Distribuzione
Il film fu distribuito con il titolo I Cover the Underworld negli Stati Uniti dal 19 maggio 1955 al cinema dalla Republic Pictures.
Altre distribuzioni:
- in Germania Ovest il 14 giugno 1957 (Die Ratten von Chicago)
- in Austria nel dicembre del 1957 (Die Ratten von Chicago)
- in Finlandia il 9 marzo 1962 (Alamaailman hurjat)
- in Argentina (Frente a los gangsters)
- in Italia (G-Men: evaso 50574)